# Ada Nicodemou
Ada Nicodemou, née le 14 mai 1977 à Carlton, Australie, est une actrice australienne d'origine chypriote, mieux connue dans le rôle de Leah Patterson-Baker dans Summer Bay. 
Elle est résidente australienne depuis 1987.

## Carrière
Nicodemou a commencé sa carrière d'actrice en 1994, où elle joue le rôle de Katerina dans Hartley, cœurs à vif pour ABC Australie. Elle est engagée à l'origine pour jouer douze semaines mais elle est finalement gardée jusqu'à la fin de la saison 5, en 1997. 
De 1998 à 1999, elle apparaît sur une chaîne d'adolescents « Ten's Breakers ». 
Depuis 2000, elle joue le rôle de Leah Patterson-Baker dans Summer Bay.
Elle joue également le rôle de Dujour, la fille au « Lapin Blanc » et compagne de Choi, dans le 1er Matrix.
En 2005 elle participe et remporte la 3e saison australienne de Dancing with the Stars. En 2021, elle est de nouveau candidate pour la saison "all-star".

## Filmographie

### Films
- 1999 : Matrix de Lana et Lilly Wachowski: Dujour

### Séries télévisées
- 1994 - 1998 : Hartley, cœurs à vif : Katerina Ioannou
- 1995 - Sydney Police : (12 épisodes) : Anastasia Skouras
- 2000 - Beastmaster, le dernier des survivants - saison 1 - épisode 10 : Riddle la Nymph
- 2000 - présent : Summer Bay : Leah Patterson-Baker

## Récompenses
Au Logie Awards, Ada Nicodemou est nommée pour :
- le Gold Logie awards en 2001, 2002 et 2006 ;
- l'oscar de l'actrice la plus populaire en 2002 et 2006.